# (2336) Xinjiang
(2336) Xinjiang (1975 WL1) – planetoida z grupy pasa głównego asteroid okrążająca Słońce w ciągu 5,73 lat w średniej odległości 3,2 au. Odkryta 26 listopada 1975 roku.